# 政府產業署
政府產業署（英語：Government Property Agency，縮寫GPA），是香港特別行政區政府財經事務及庫務局轄下的部門。部門於1990年4月1日成立，把當時分散在香港政府前布政司署財政科、地政總署、差餉物業估價署及建築署所管理的政府物業歸納由政府產業署負責統籌管理。

## 簡介
政府產業署於1990年4月1日成立，主要工作是致力提供合適的政府產業，以便政府能提供高效率的服務。善用現有政府產業，並作出所需調整，以應付政府的需求。為政府產業提供最符合成本效益的管理服務。為配合運作需要和法例規定的轉變，把政府物業翻新及改善。與其他相關部門合作，使政府土地得以地盡其用。
現任署長是馮建業 J.P.先生，及副署長是莫振宇先生。

## 歷任署長
英屬香港
- 麥景禮 (1990年4月—1991年11月）
- 胡德品 (1991年11月—1997年4月）
- 賴國鍈（1997年4月—1997年6月30日）

 香港特別行政區
- 賴國鍈（1997年7月1日—2001年7月）
- 莫錦鈞（署理，2001年7月—8月）
- 關錫寧（2001年8月—2006年6月）
- 郭家強（2006年6月—2011年10月）
- 蕭如彬（2011年10月—2015年11月）
- 詹婉珊（署理，2015年11月—2015年12月）
- 袁民忠（2015年12月—2019年1月）[1]
- 劉明光（2019年1月—2019年10月）[2]
- 蔡民偉（署理，2019年10月一2019年11月）[3]
- 戴淑嬈（2019年11月11日-2021年9月1日）
- 馮建業（2021年9月13日）[4]

## 歷任副署長
- 黃飛鵬
- 曾梅芬
- 莫錦鈞
- 鄧炳光
- 蔡立耀  （页面存档备份，存于）
- 嚴惠敏
- 詹婉珊  （页面存档备份，存于）
- 蕭家賢  （页面存档备份，存于）
- 蔡民偉  （页面存档备份，存于）
- 陳子平
- 莫振宇

## 職能
政府產業署主要職能，包括：
- 規劃、興建、購置或租用一般用途樓宇，以滿足經審核後對辦公室和宿舍的需求，並確保物業妥善使用。
- 透過私人物業管理公司管理政府物業[5]，包括私人發展計劃內的政府物業。
- 透過覆檢政府各政策局及部門所管理但未盡其用的土地，協助有關政策局及部門騰出該等土地，改作其他合適的用途或另作處置，以及審議新發展計劃的建議，使政府、機構及社區用地得以地盡其用。
- 審核各局及部門對辦公室和宿舍的需求。
- 隨著自置樓宇相繼落成，減少租用出租辦公室及住宅。
- 出租具商業發展潛力的過剩政府物業，並在適當情況下推行新的商業化計劃。
- 就私人發展計劃內的政府物業，審閱公契和簽立轉讓契。

## 貪污案件
前總產業經理(樓宇管理)岑國社以權謀私，將1億5千萬元政府物業管理合約批予其弟婦的兄長，雖然廉政公署找不到岑收受利益的證據，而岑亦否認與涉案親友認識，但廉署人員窮追不捨，翻查十多年來的出入境紀錄，發現二人曾同日同時離港赴內地，並同於翌晚先後返港，終確定兩人彼此認識，最終將岑送交法庭，成為首宗首長級公務員被控以權謀私的案例，終審法院更頒下公職人員行為失當定義，影響深遠。
廉署於1998年接獲情報，指涉案的物業管理公司雖然未合乎資格，但岑國社卻要求下屬給予該小型公司一個機會並修改審核報告，中央投標委員會最終應岑建議，將政府合約判予該公司，其總經理兼大股東正是岑弟婦的兄長，但岑在評審時完全沒有提及，亦沒有向上司申報利益，明顯違反公務事務規條的要求，亦嚴重破壞政府公平投標制度。
律政司後來以普通法的「公職人員行為失當」罪名提出檢控，岑辯稱不知道涉案的公司老闆是弟婦的兄長，故沒有申報利益，亦沒迴避遴選工作。負責該案的廉署調查員估計，岑與涉案老闆可能曾一起外遊，遂翻查過去十多年的出入境紀錄，終發現二人曾於1993年9月20日同一時間經紅磡離境，並於翌日晚上先後回港，因此有理由懷疑二人認識。
至2000年，岑被裁定4項公職人員行為失當罪名成立，被判入獄9個月，更損失6百萬元長俸，律政司後來成功申請覆核刑期加監至30個月，岑不服上訴，案件上訴至終審法院，結果終審庭亦判岑敗訴，同時頒下公職人員行為失當罪行定義。

## 影視作品
岑國社案其後被無綫電視改編成電視劇《廉政行動2004 - 以權謀私》, 由駱應鈞飾演影射岑國社之角色歐耀揚。

## 外部連結
- 香港特別行政區政府 政府產業署 （页面存档备份，存于）
- 政府產業署 二零二零年度年報  （页面存档备份，存于）
- 政府產業署推出全新一站式網站「產業署物業網」